# بنجامین وست
بنجامین وست (به انگلیسی: Benjamin West) نقاش آمریکایی-انگلیسی بود که در بین سال‌های ۱۷۹۲ تا ۱۸۰۵ و از ۱۸۰۶ تا ۱۸۲۰ میلادی، ریاست آکادمی سلطنتی هنر شهر لندن را بر عهده داشت. مشهورترین آثار او مربوط به حوادث انقلاب آمریکا است.

## نگارخانه

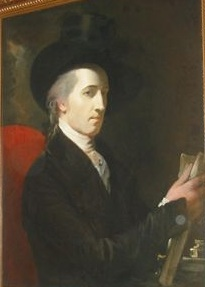
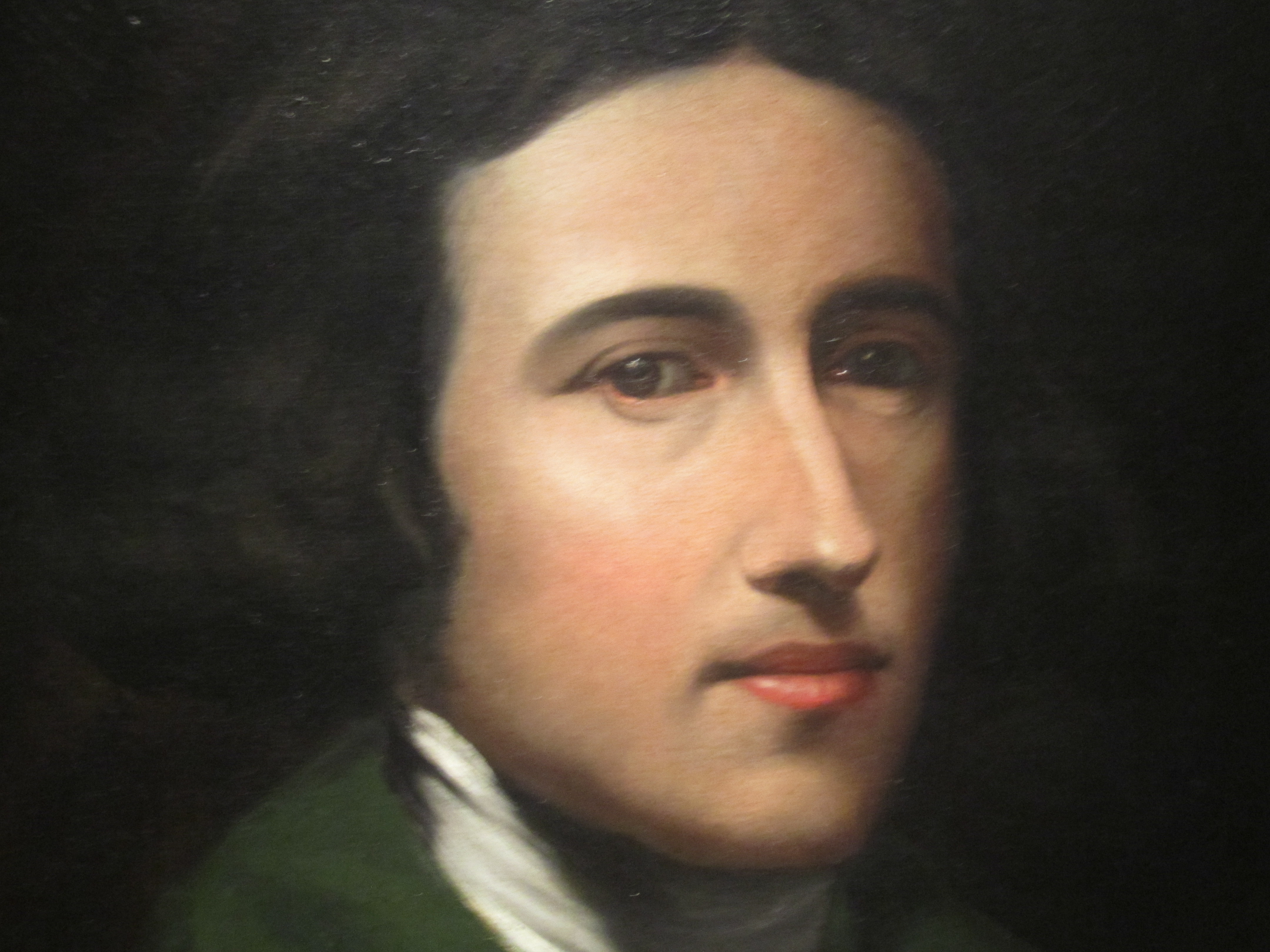
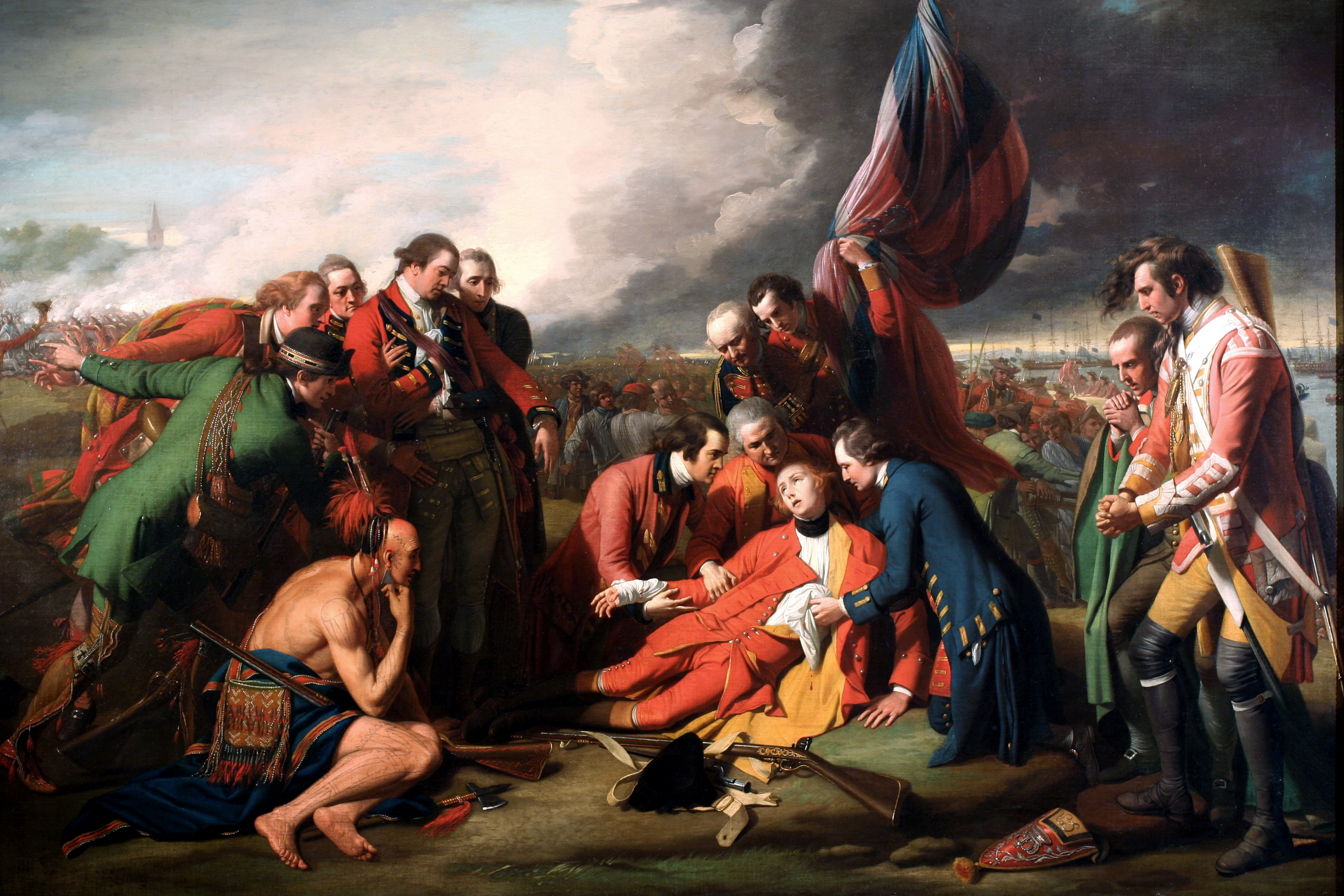
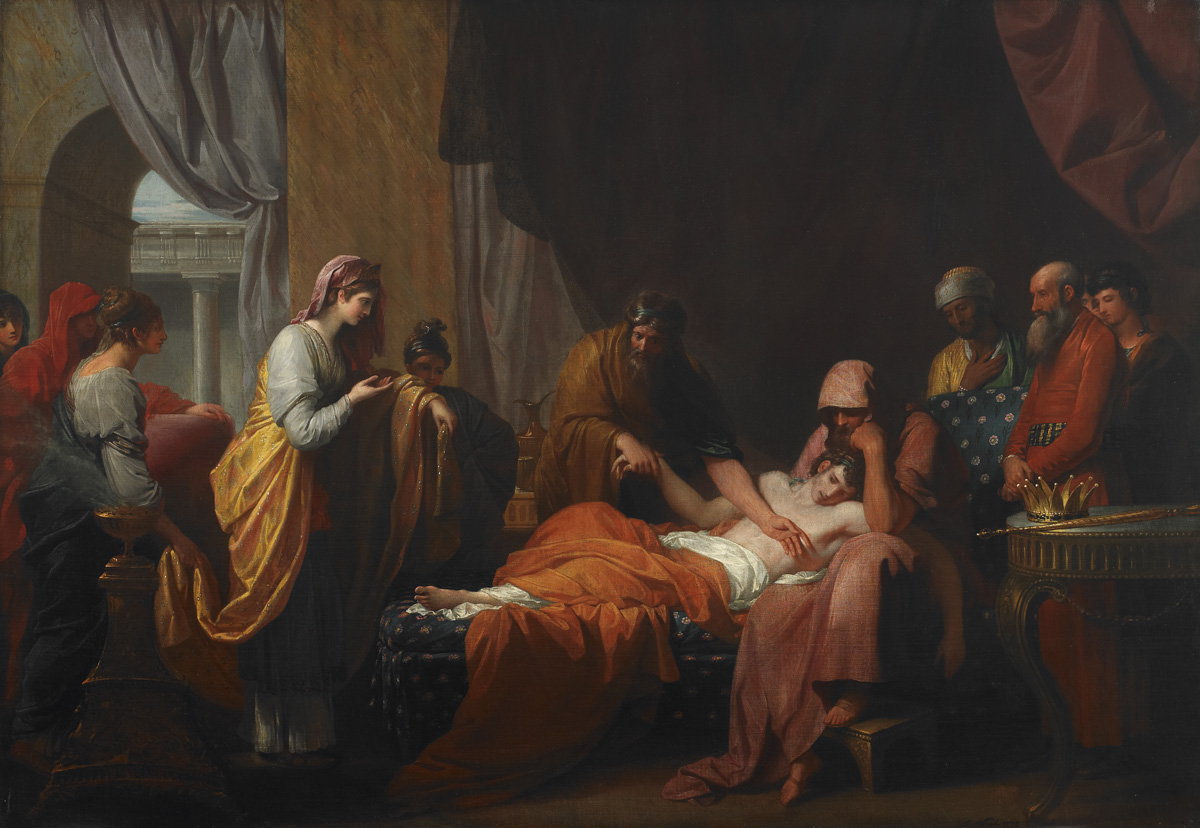